# Зенон от Китион
Вижте пояснителната страница за други личности с името Зенон.
Зѐнон от Китион – Стоика (на старогръцки: Ζήνων ο Κιτιεύς; на латински: Zēnōn ho Kitieus; * ок. 324 пр.н.е. в Китион; † ок. 262 пр.н.е. в Атина) е древногръцки философ, родом от град Китион, Кипър. Зенон е основоположник на стоицизма. Лидер е на стоическата школа, създадена около 300 пр.н.е. в Атина. Базиран на моралните идеи на кинизма, стоицизмът поставя основен акцент върху добродетелта и мира в ума, постигнати чрез благопристоен живот съобразно природата. Школата на Зенон добива голяма популярност и се превръща в доминираща във времето между Елинистичния период и Древен Рим. Лунният кратер Зенон е наречен на негово име.

## Биография
Зенон е роден през 334 пр.н.е. в град Китион в Кипър, син на богатия търговец Мнасеас. Съществува предположение, че е от финикийски произход. Смята се, че Зенон е отказал атинско гражданство, когато му било предложено, понеже сметнал това за нечестно спрямо Финикия, където той бил много почитан. Той е описан като измъчен и изтощен човек, живеещ живот на аскет. Зенон умира около 262 пр.н.е. Приживе получава многобройни признания за своите педагогически и философски възгледи и учения. Освен това е почетен със златна корона и след смъртта му в негова чест е изградена гробница в знак на признателност към нравственото му влияние върху младежта.

## Философия
Зенон разделя философията на три основни части: логика (много голяма материя, обхващаща реторика, граматика и теории за възприятие – долавяне и мислене); физика (не просто науката, но и Божествената природа на Вселената); и етика (крайната цел, която е да се постигне щастие чрез правилен живот спрямо природата).

## Логика
В своето отношение към логиката Зенон е силно повлиян от Стилпон и други представители на Мегарската школа. Зенон призовава да се определят основите на логиката, защото умният човек трябва да знае как да избегне заблудата. Според него има четири стъпки до достигането на истинското познание, които могат да се илюстрират така: Зенон изпънал пръстите си и показал дланта си: „Усещането – казал той – е нещо като това.“ След това присвил малко пръстите си: „Съгласието е като това.“ После, когато вече бил напълно затворил ръката си, той показал юмрука си: „Това – казал той – беше разбиране.“ Изхождайки от този пример, той дава на това положение името „схващане“. Но когато с другата си ръка обхванал грубо юмрука си, „познание“ е това, което притежава само мъдрият човек.

## Физика
Според Зенон вселената е Бог, божествена същност, където всички части принадлежат към едно цяло. В тази пантеистка система той включва физиката на Хераклит, Вселената се състои от божествен огън, който предвижда всичко. Този огън е в основата на всичко, случващо се във Вселената. Първоначалната ѝ материя идва от огъня, преминава през въздуха и се превръща във вода, плътната част се превръща в земя, по-фината отново се превръща във въздух и после се пречиства пак в огъня.

## Етика
Както киниците, така и Зенон признава едно-единствено и просто добро, което е единствената цел, към която да се стремим. „Щастието е добър поток на живота“ е казал Зенон, то може да бъде постигнато чрез използването на правото Причина, което съвпада с приемането на Всеобщата Причина (Логос), която урежда всичко. Лошото предчувствие е нарушение на ума, противно на разума и срещу природата. Тази последователност на душата, извън която възникват добрите действия, представлява Добродетелта, истинското добро съществува само в добродетелта.

## Произведения
Диоген Лаерций съобщава за 19 негови произведения::

### Етика
- на старогръцки: Πολιτεία – Държавата е най-известният му труд
- на старогръцки: Περὶ τοῦ κατὰ φύσιν βίου
- на старогръцки: Περὶ ὁρμῆς ἢ Περὶ ἀνθρώπου φύσεως
- на старогръцки: Περὶ παθῶν
- на старогръцки: Περὶ τοῦ καθήκοντος
- на старогръцки: Περὶ νόμου
- на старогръцки: Περὶ τῆς Ἑλληνικῆς παιδείας

### Физика
- на старогръцки: Περὶ ὄψεως
- на старогръцки: Περὶ τοῦ ὅλου
- на старогръцки: Περὶ σημείων
- на старогръцки: Πυθαγορικά

### Логика
- на старогръцки: Καθολικά
- на старогръцки: Περὶ λέξεων
- на старогръцки: Προβλημάτων Ὁμηρικῶν εʹ
- на старогръцки: Περὶ ποιητικῆς ἀκροάσεως

### Други
- на старогръцки: Τέχνη
- на старогръцки: Λύσεις
- на старогръцки: Ἔλεγχοι βʹ
- на старогръцки: Ἄπομνημονεύματα Κράτητος ἠθικά

И на други 6 титли:
- на старогръцки: Περὶ οὐσίας
- на старогръцки: Περὶ φύσεως
- на старогръцки: Περὶ λόγου
- на старогръцки: Εἰς Ἡσιόδου θεογονίαν
- на старогръцки: Διατριβαί
- на старогръцки: Χρεῖαι